# Beit Al Quran
Beit Al Qur'an (em árabe: بيت القرآن , que significa: a Casa do Alcorão) é um complexo multiuso dedicado às artes islâmicas, localizado em Hoora, Barém. Fundado em 
1990, o complexo é famoso por seu museu islâmico, reconhecido como um dos mais renomados museus islâmicos do mundo.

## Fundação
A construção do complexo começou em 1984, sendo o museu inaugurado oficialmente em março de 1990 por Abdul Latif Jassim Kanoo. Foi construído para "acomodar uma coleção abrangente e valiosa do Alcorão e outros manuscritos raros", um conceito que, de acordo com uma revista regional, é único na região do Golfo Pérsico. O centro do acervo do museu é a coleção de manuscritos do Alcorão e arte islâmica de Kanoo, já que teria sido dito que ele era um ávido colecionador. À medida que sua coleção crescia, ele supostamente passou a sentir um forte senso de responsabilidade em relação aos raros manuscritos que adquirira. Em 1990, ele doou sua coleção para o museu que ele estabeleceu para operar uma instituição inédita dedicada ao serviço do Alcorão e à preservação de manuscritos históricos.
O estabelecimento do instituto foi financiado completamente por doações públicas, com ajuda adicional de uma variedade de pessoas de todas as esferas da sociedade no Barém, variando de chefes de estado a crianças em idade escolar. As instalações do Beit Al Qur'an são gratuitas para o público em geral.
A instituição e seu museu abrigam uma coleção internacionalmente famosa de manuscritos históricos do Alcorão de várias partes do mundo islâmico, da China no Oriente à Espanha no Ocidente, representando uma progressão de tradições caligráficas do primeiro século da Hégira (622–722) e da Idade de Ouro Islâmica até os dias atuais.

## Instalações

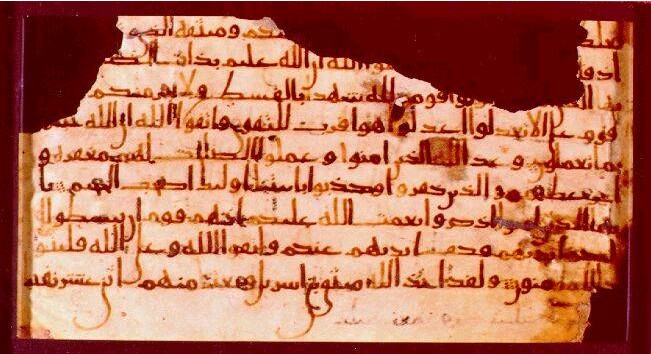
Um antigo manuscrito cúfico do Alcorão desenvolvido no final do século VII, presente no museu

O complexo Beit al Qur'an é aberto ao público aos sábados (das 9h ás 12h e das 16h às 18h) e quartas-feiras (das 9h às 12h). O design exterior do complexo baseia-se numa antiga mesquita do século XII. Todo o complexo em si compreende uma mesquita, uma biblioteca, um auditório, uma madraça e um museu que consiste em dez salas de exposições. Uma grande cúpula de vitrais cobre o grande salão e a mesquita. O Mirabe, a placa que indica a direção para Meca, é coberto de azulejos cerâmicos azuis com versos alcorânicos de Al Qursi gravados.
A biblioteca consiste em mais de 50.000 livros e manuscritos em três idiomas - árabe, inglês e francês - que são principalmente sobre o Islã. O instituto é especializado em arte islâmica, e muitos dos livros de referência têm importância internacional. A biblioteca e suas salas de leitura estão abertas ao público durante o horário de trabalho com acesso à internet disponível, além de oferecer salas individuais para pesquisadores e especialistas.
Há também um auditório - denominado Salão de Palestras Mohammed Bin Khalifa Bin Salman Al Khalifa - que pode acomodar até 150 pessoas e é usado principalmente para palestras e conferências. Oradores convidados são trazidos para Barém de muitos países, incluindo os EUA, Reino Unido e França. A sala de conferências é frequentemente disponibilizada para uso geral em palestras públicas em cooperação com diferentes sociedades e instituições no Barém.
A Escola Yousuf Bin Ahmad Kanoo para Estudos Corânicos está localizada dentro do local. A escola oferece sete áreas de estudo totalmente equipadas com computadores e ajudas modernas, com aulas separadas para mulheres e crianças aprendendo o Alcorão.

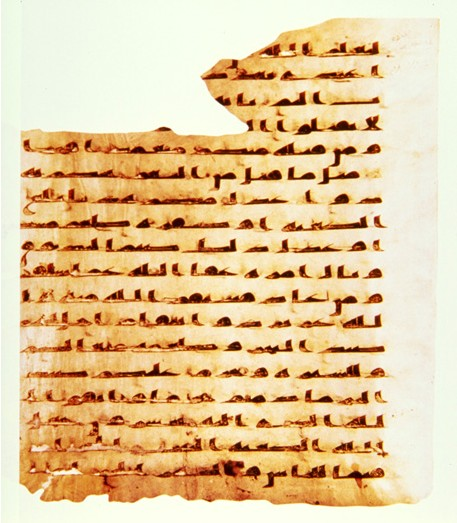
Um manuscrito do Alcorão em pergaminho contendo os versos 94, 95 e 96, além parte do versículo 97 da Surata al-Ma'idah, presente no museu

## Museu
O Museu Al Hayat é o estabelecimento mais reconhecido do complexo: consiste de dez salões distribuídos por dois andares, exibindo manuscritos raros do Alcorão de diferentes períodos, a partir do primeiro século de Hégira (700). Manuscritos em pergaminhos originários da Arábia Saudita (Meca e Medina), Damasco e Bagdá, estão presentes no museu. Os manuscritos passam por procedimentos especiais para a preservação desses artefatos, a fim de protegê-los de danos. Alguns dos artefatos presentes no museu incluem um raro manuscrito do Alcorão, datado de 1694. e impresso na Alemanha. O museu também abriga a cópia traduzida do Alcorão mais antiga do mundo, que foi traduzida para o latim na Suíça e data de 955. A primeira cópia do Alcorão, escrita durante o reinado do califa Otomão, está em exibição no museu ao lado de várias pequenas cópias do Alcorão, que só podiam ser lidas usando instrumentos ópticos.
Grãos, ervilhas e arroz, datados do século XIV no atual Paquistão, que contêm as suratas gravadas neles, são exibidos no museu. As exposições incluem um número raro de cerâmica de ouro e cobre e vidro de diferentes eras do Iraque, Turquia, Irã e Egito, respectivamente.
As obras de estudiosos islâmicos, como ibne Taimia, estão preservadas no museu. Afirma-se que foi "o único instituto no mundo dedicado aos estudos do Alcorão e do Alcorão".